# Coupe du Roi (Norvège)
Pour les articles homonymes, voir Coupe du Roi.

La Coupe du Roi.

La Coupe du Roi (Kongepokal en norvégien) est une récompense sportive en Norvège.

## Historique
Le trophée a été créé par le joailler J. Tostrup en 1878. La première récompense a été remise par Oscar II à l'issue de la Husebyrennet en 1879. Lors de la première édition de cette course, Huit concurrents (no) sont récompensés.

## Vainqueurs
Le premier récipiendaire est Jon Hauge qui a remporté la Husebyrennet en 1879.